# فورنيس دي لا سيلفا
بلدية فورنيس دي لا سيلفا (بالإسبانية: Fornells de la Selva) هي بلدية تقع في مقاطعة جرندة التابعة لمنطقة كتالونيا شمال شرق إسبانيا.

## الديموغرافيا
بلغ عدد سكان بلدية فورنيس دي لا سيلفا 2.380 نسمة عام 2011 (وفقاً للمعهد الوطني الإسباني للإحصاء).
| 1.308 | 1.410 | 1.616 | 1.884 | 1.971 | 2.295 | 2.380 |

## أعلام
- منال بيريز